# Echthrus angustatus
Echthrus angustatus är en stekelart som beskrevs av Tosquinet 1900. Echthrus angustatus ingår i släktet Echthrus och familjen brokparasitsteklar. Inga underarter finns listade i Catalogue of Life.